# علیرضا اکبری
علیرضا اکبری (۲۹ مهر ۱۳۴۰ – دی ۱۴۰۱) سیاستمدار ایرانی با تابعیت مضاعف بریتانیایی بود. او در دولت اصلاحات، معاون علی شمخانی، وزیر دفاع ایران و همچنین مدتی مشاور او در زمان دبیری شورای عالی امنیت ملی بود.
اکبری در سال ۱۳۶۶ مسئول سازمان نظامی اجرای قطعنامه ۵۹۸ شورای امنیت در پایان جنگ ایران و عراق بود. او از اوایل دهه ۱۳۸۰ بازنشسته شد و سپس در سال ۱۳۸۷ به اتهام جاسوسی دستگیر شد. او در سال ۱۳۹۸ برای دومین بار به اتهام جاسوسی در دادگاه انقلاب توسط قاضی صلواتی محاکمه و به اعدام محکوم شد. اکبری و خانواده‌اش اتهامات جاسوسی را رد کردند اما در دی ۱۴۰۱ با تأیید حکم در دیوان عالی کشور اعدام شد. اعدام او با واکنش‌ها و محکومیت‌هایی به‌ویژه از سوی چهره‌های سیاسی بریتانیا مواجه شد. این واکنش‌ها به نوعی مهر تاییدی از طرف دولت بریتانیا به جاسوسی کردن اکبری برای آنهاست.

## اوایل زندگی و خانواده
علیرضا اکبری در ۲۹ مهر ۱۳۴۰ در شیراز زاده شد؛ پس از انقلاب ۱۳۵۷ او در انجمن اسلامی دانشجویان فعال بود.
اکبری با مریم صمدی (زادهٔ ۱۳۴۸، ایرانی-اتریشی) ازدواج کرد. آن‌ها دو دختر به نام‌های عاطفه و فائزه دارند. رامین فرقانی، خواهرزاده او، انجمن آتئیست‌های ایران را در سال ۲۰۱۳ در گلاسکو تأسیس کرد و نایب رئیس انجمن سکولار اسکاتلند بود.

## سمت‌ها
تأسیس و اداره سازمان نظامی اجرای قطعنامه ۵۹۸ شورای امنیت در پایان جنگ ایران و عراق، مسئول مطالعات امنیت بین‌الملل در مرکز تحقیقات استراتژیک مجمع تشخیص مصلحت نظام، معاون علی شمخانی وزیر دفاع ایران از ۱۳۷۶ تا ۱۳۸۱، مشاور علی شمخانی، دبیر شورای عالی امنیت ملی، رئیس مؤسسه مطالعات راهبردی، مشاور فرمانده نیروی دریایی، معاون حوزه امنیتی دفاعی وزارت دفاع و معاون روابط خارجی وزارت دفاع از جمله مسئولیت‌های علیرضا اکبری بوده‌است.
به گفته برادرش، مهدی اکبری، علیرضا در سال ۱۳۸۲ با این شرط که در صورت نیاز از مشاوره به حکومت خودداری نکند از مشاغل دولتی بازنشسته شد. در سال ۱۳۸۳ برای مناظره با سفرای کشورهای اروپایی دربارهٔ پرونده هسته‌ای ایران بار دیگر به کار فراخوانده شد. اکبری با دعوت علی شمخانی به ایران برگشت و مشاور مذاکرات هسته‌ای شد.
در ۲۶ دی ۱۴۰۱ وزارت دفاع ایران با صدور بیانیه‌ای مدعی شد علیرضا اکبری در هیچ دوره وزارت دفاع سابقه معاون وزیر را نداشته‌است. بر اساس این بیانیه، اکبری که در سال ۱۳۸۱ بازنشسته شده بود، در پایان مسئولیت خود در این وزارتخانه در سمت رئیس دفتر مطالعات دفاعی مشغول به کار بود.

## بازداشت
اکبری در ۱۳۸۱ خورشیدی از وزارت دفاع بازنشسته شد و در سال ۱۳۸۸ به‌علت «بیماری» به لندن رفت. او پس از ده سال از اوایل دههٔ ۱۳۹۰ مقیم بریتانیای و شهروند این کشور شد. او یک بار در سال ۱۳۸۷ به اتهام جاسوسی بازداشت و به قید وثیقه آزاد شده بود. به‌گزارش برخی رسانه‌ها، اکبری در سال ۱۳۹۱ به ایران آمد. او در سفری در سال ۱۳۹۸ به تهران ابتدا بازجویی و سپس بازداشت شد. اکبری پیش از بازداشت حضور پررنگی در رسانه‌های داخلی ایران داشت و با روزنامه‌ها، خبرگزاری‌ها و مجلات مختلف گفتگو می‌کرد.
وزارت اطلاعات ایران در ۲۱ دی ۱۴۰۱ در اطلاعیه‌ای او را «یکی از مهم‌ترین عوامل نفوذی سرویس جاسوسی انگلیس روباه  خبیث در مراکز حساس و راهبردی کشور» خوانده و گفته او در جریان گرفتن ویزا از سفارت بریتانیا در تهران توسط مأموران اطلاعاتی مستقر در آن سفارت نشان شده و مورد مصاحبه قرار گرفته و سپس در سفرهای خود به اروپا به استخدام تمام‌عیار سازمان جاسوسی بریتانیا درآمده است.
خبرگزاری میزان، وابسته به قوه قضائیه در ۲۱ دی ۱۴۰۱ گزارش داد که علیرضا اکبری، به جرم جاسوسی برای بریتانیا به اعدام محکوم شده‌است. همان زمان جیمز کلورلی، وزیر امور خارجه بریتانیا خواستار توقف حکم اعدام و آزادی فوری او شد.

### اعترافات
در ۲۲ دی ۱۴۰۱ خبرگزاری جمهوری اسلامی ویدیویی مقطوع از او منتشر کرد. در این فیلم ۹ دقیقه‌ای اکبری دارای ۷۰ ماه سابقه جبهه معرفی شده و سمت‌های پیشین او درج شده و تصاویری از اکبری در کنار افرادی دیده می‌شود که چهره آنها تار شده‌است. روی این تصاویر، ادعاهایی مانند ارتباط‌گیری سفیر و افسر اطلاعاتی MI6 (سرویس اطلاعات مخفی بریتانیا) با او در یک نشست دیپلماتیک درج شده‌است.
از جمله افرادی که نامشان در این اعتراف آمده محسن فخری‌زاده از چهره‌های مهم پشت پرده در بخش‌های مخفی برنامه هسته‌ای ایران است که در آذر ۱۳۹۹ و زمانی که ریاست سازمان پژوهش‌های نوین دفاعی را بر عهده داشت، ترور شد..

## اعدام
پس از انتشار خبر دستگیری اعلام شد حکم اعدام در دیوان عالی کشور تأیید شده‌است. چند کانال در فضای مجازی، نزدیک به سپاه پاسداران، در روز پنج‌شنبه، ۲۲ دی ۱۴۰۱ خبر اعدام او را منتشر کردند و همزمان حمله عده‌ای از حامیان حکومت به علی شمخانی آغاز شد. خبرهای ضد و نقیض دربارهٔ برکناری علی شمخانی از دبیری شورای عالی امنیت ملی منتشر شد که توسط نورنیوز رسانه وابسته به این شورا تکذیب شد. نهایتاً مرکز رسانه قوه قضاییه روز شنبه، ۲۴ دی، اعلام کرد که حکم اعدام اکبری اجرا شده‌است.
تاریخ دقیق روز اعدام او با ابهاماتی روبه‌رو است. روزنامهٔ جام جم، رسانه صدا و سیما، اعدام او را «صبح بیست و دومین روز دی‌ماه» گزارش کرده‌است. تا ۲۶ دی ۱۴۰۱ پیکر اکبری به خانواده تحویل داده نشد و آنها نمی‌دانند او دقیقاً چه روزی اعدام شده‌است. به گفته مقام‌های مسئول بهشت زهرا، شخصی با مشخصات اکبری روز پنجشنبه ۲۲ دی — یعنی دو روز قبل از اعلام رسمی اعدام — دفن شده‌است. بنا به اطلاعات موجود در بانک اطلاعات متوفیان در بهشت زهرا، شخصی با مشخصات اکبری (علیرضا اکبری فرزند علی) روز 25 دی 1401  — یعنی سه روز بعد از اعلام رسمی اعدام — در قطعه 320 به نشانی 320-5-48 دفن شده‌است. 
چهار ماه پس از اعدام علیرضا اکبری، روزنامه نیویورک‌تایمز در مقاله‌ای به قلم فرناز فصیحی و رونن برگمن به نقل از منابع اطلاعاتی غربی و اسرائیلی جاسوسی او دربارهٔ برنامه‌های هسته‌ای و نظامی ایران را تأیید کرد. بر اساس گزارش نیویورک تایمز، اکبری دربارهٔ سایت فردو اطلاعاتی به دولت بریتانیا داد که بعد توسط بریتانیا در اختیار متحدانش قرارگرفت. به گفته نیویورک‌تایمز، ایران او را با همکاری سازمان اطلاعات روسیه کشف کرد.

### واکنش‌ها
ریشی سوناک، نخست‌وزیر بریتانیا، اعدام او را محکوم کرد و گفت: «این یک اقدام بی رحمانه و بزدلانه بود که توسط یک رژیم وحشی و بدون احترام به حقوق بشر مردم خود انجام شد». جیمز کلورلی، وزیر امور خارجه بریتانیا هم در توییتر نوشت: «این اقدام وحشیانه به شدیدترین وجه ممکن باید محکوم شود». آلیسیا کرنز، رئیس کمیته منتخب روابط خارجی پارلمان بریتانیا هم گفت بریتانیا موظف است به این اقدام پاسخ دهد. او از جمله پیشنهاد داد کاردار ایران در بریتانیا اخراج شده و سفیر بریتانیا در ایران فراخوانده شود. همچنین وزیر امور خارجه بریتانیا در رابطه با اعدام او در توییتی اعلام کرد بریتانیا محمد جعفر منتظری، دادستان کل را تحریم کرده‌است.
سازمان عفو بین‌الملل استفاده از مجازات اعدام را تحت هر شرایطی منزجرکننده خواند و گفت: «اعدام صبح امروز علیرضا اکبری تبعه ایرانی-بریتانیایی و یک مقام سابق ایران توسط مقامات این کشور بار دیگر تهاجم نفرت‌انگیز آن‌ها را در مورد حق حیات را به نمایش گذاشت.»
کاترین کولونا وزیر امور خارجه فرانسه گفته‌است که فرانسه کاردار ایران را در این کشور در پی اعدام او فراخوانده‌است. وزارت امور خارجه فرانسه در بیانیه‌ای گفته‌است: «به کاردار ایران در مورد نقض مکرر قوانین بین‌المللی هشدار داده شده که این اقدامات بی پاسخ نخواهد ماند به ویژه در مورد رفتار با اتباع خارجی که خودسرانه بازداشت شده‌اند.»
آنالنا بائربوک، وزیر خارجه آلمان در واکنش به اعدام علیرضا اکبری در توییتی اعدام او را یکی دیگر از «اقدامات غیرانسانی رژیم جمهوری اسلامی» دانست. او همچنین گفته‌است که در کنار «دوستان بریتانیایی خود ایستاده و به هماهنگی نزدیک برای انجام اقدامات علیه این رژیم و حمایت از مردم ایران ادامه خواهیم داد.»

## برای مطالعهٔ بیشتر
- «ناگفته‌هایی از قطعنامه ۵۹۸». انصاف‌نیوز. ۷ مرداد ۱۳۹۷.